# Диспуч, Кристофор
Кристофор Диспуч (кат. Cristòfor Despuig; 1510, Тортоса — 1574) — каталонский литератор эпохи Возрождения, представитель каталонской знати. В настоящее время главный символ города Тортоса.
Родился в богатой семье в городе Тортоса в 1510 году, его отец являлся прокурором города. В детстве и юности получил хорошее персональное образование, как часто было принято в домах высокой знати. В 1530 году женился на Марианне Курто, в браке родилось восемь дочерей. Когда старшая дочь вышла замуж, то Диспуч уговорил зятя дать внукам его фамилию. Для своей супруги, в тайне от нее, построил замок в центре Тортосы,. Являлся одной из самых важных личностей Тортосы, имел высокий статус в Княжестве Каталония. Между 1549 и 1563 годами вел активную деятельность в качестве судебного вельможи и адвоката. Умер предположительно между 1574 и 1590 годами, его нашли на берегу моря с кинжалом в груди.

## Работа

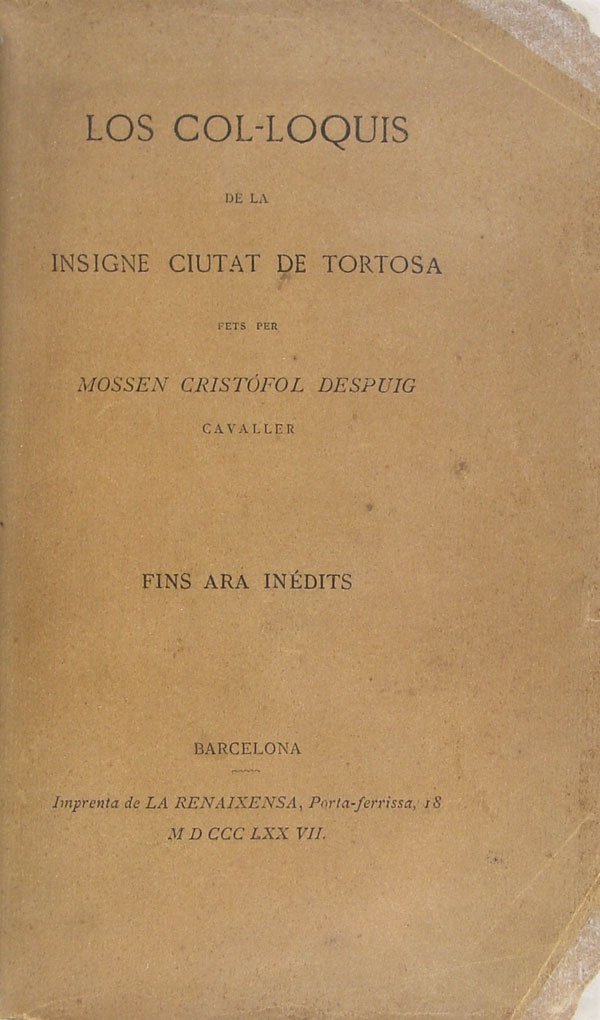
«Диалоги великих города Тортоса» (1557)

Его работа «Диалоги великих города Тортоса» — «Los coloques de la insigne ciudad de Tortosa» (1557) — интересная работа в каталонской прозе XVI века. Написанная в диалогической форме (типичный жанр эпохи Возрождения), она пытается составить историю Тортосы и попутно написать о происходящем в Каталонии.
Считается наиболее значимым каталонским прозаическим произведением эпохи Возрождения, частично из-за использования диалогов, форма которых подтверждает принадлежность произведения к классической литературе, частично из-за критического духа его автора, оно известно среди прозы XVI века наравне с творчеством Эразма Роттердамского.

## Память
Ежегодно в городе Тортоса проходит народный праздник посвященный истории любви Кристофора Диспуча и его жены Марианны Курто, праздник сопровождается костюмированными шествиями и танцами в народных костюмах.